# Møllehat
En møllehat er den drejelige del øverst på en hollandsk vindmølle. De fleste møllehatte er udformet som enten en robåd (bådformet møllehat) eller kuplet som et løg (løgformet møllehat). Den er enten beklædt med pap eller spåntækket.
På forgængerne, stubmøllerne, var der et fast tag over møllen. Denne konstruktion indebar, at hele det tunge møllehus skulle drejes ved krøjningen, mens de hollandske møller gjorde krøjningen noget lettere, idet det nu kun var møllehatten som skulle drejes. Med opfindelsen af vindrosen lettedes arbejdet yderligere, idet den lille vindmølle drejer hatten, så længe der er tilstrækkelig vind. Hvis vinden skifter retning, vil det automatisk dreje de store vinger op mod vinden igen.

## Hattyperne
De fire grundkombinationer af hattyper:
- Vestervig Klostermølle med  bådformet hat, der er beklædt med pap
- Karlebo Mølle  med spåndækket, bådformet hat
- Refsbøl Mølle ved Hurup med løgformet hat, der er beklædt med pap
- Ramløse Mølle med spåndækket, løgformet hat

## Hatloftet
En mølles etager kaldes lofter og det såkaldte hatloft eller hatteloft  er det indre af møllens hat. Vingeakslen, der bærer vingerne, er skråtliggende og driver via hathjulet det vandretstillede krondrev, der er monteret på den store lodrette aksel, kongevellen. Når møllen er i funktion, er det lodretstillede hjul i hatten og krondrevet i indgreb, hvilket vil sige, at tænderne på hjulene er skubbet ind mellem hinanden. Hatten drejer på en ring, "tandkransen", der er placeret øverst på møllekroppen. Hvis kransen er af træ, drejer hatten direkte på denne krans, som bør være af egetræ. Hatten hviler på nogle træklodser, kaldet skøjter, og den fungerer som underlag for disse. Træet smøres med animalsk fedt, men ikke mineralsk fedt, der kan ødelægge træet.
- Blåbæks Mølle har underliggende gennemkørsel og spåndækket, bådformet hat
- Vennebjerg Mølle ved Lønstrup er en jordstående mølle med bådformet hat, der er beklædt med pap.
- Åstrup Mølle er en helmuret tårnmølle med galleri, vindrose og løgformet hat